# 6025 Naotosato
6025 Naotosato (1992 YA3) là một tiểu hành tinh vành đai chính được phát hiện ngày 30 tháng 12 năm 1992 bởi T. Urata ở Đài thiên văn Nihondaira.